# Zastava
La Zastava (in serbo: Застава, trad. it. bandiera) è stata una fabbrica di auto, armi e macchinari fondata nel 1853 ed attiva fino al 2008 nella città serba di Kragujevac.
La sua prima attività per quasi un secolo fu la costruzione di armi ma è stata molto presente nel settore delle automobili grazie ad un importante accordo fatto con Fiat sin dal 1953 e portato avanti fino al 2011. Oggi l'azienda produce piccole armi militari e sportive, molte delle quali basate sul design russo e tedesco, sotto il nome di Zastava Arms. La produzione di vetture è terminata nel 2011, quando Fiat ha acquisito gli stabilimenti produttivi di Kragujevac per la produzione della Fiat 500L.

## Storia

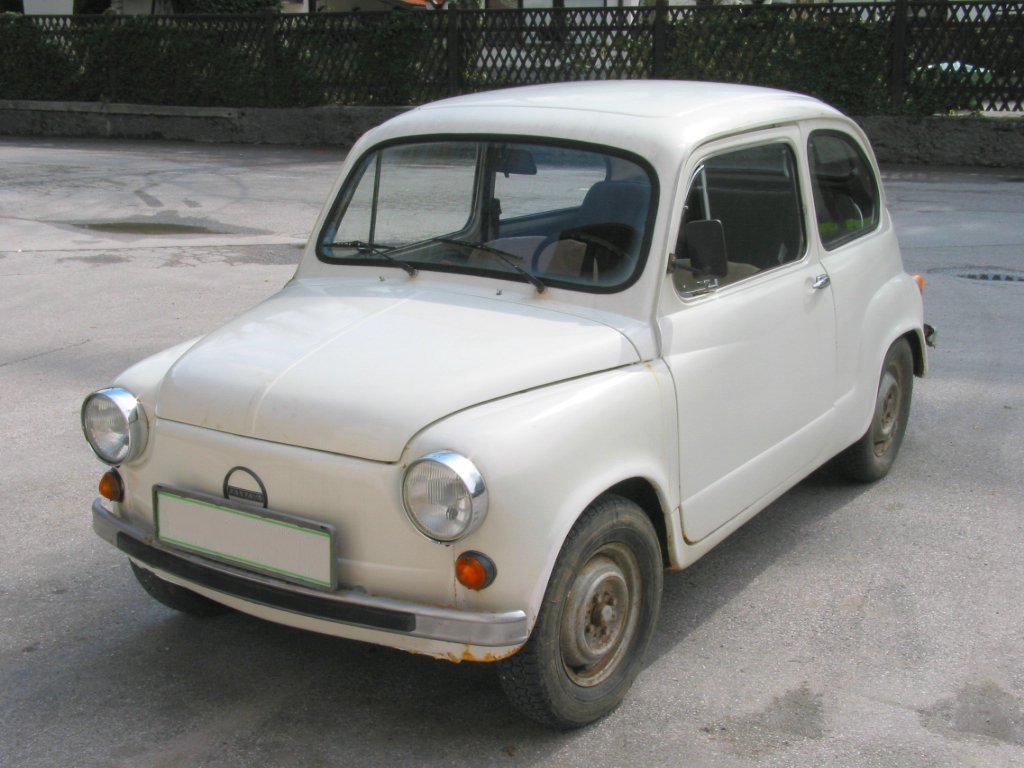
Una Zastava 600/750/850-versione jugoslava della Fiat 600

Dopo un primo tentativo di produzione di veicoli, soprattutto a uso militare, durante e appena dopo la seconda guerra mondiale, un camion Ford e la Jeep Willys, il vero inizio come casa automobilistica si ebbe nel 1953, quando l'azienda che si chiamava allora Zavodi Crvena Zastava, in seguito ad un primo accordo con Fiat, acquisì la licenza per la produzione della Fiat Campagnola. Il 17 novembre 1953 la prima Campagnola AR51 uscì dagli stabilimenti Zastava di Kragujevac. La produzione continuò fino al 1962 e 4640 esemplari furono assemblati.
L'anno successivo arrivò la Fiat 1400 il cui primo esemplare uscì dalla fabbrica il 12 agosto 1954. Ne furono prodotte alcune anche nella versione "1900" e saranno parecchie decine di migliaia le berline che verranno fabbricate in totale. Poi fu anche presentata la Fiat 1100 D ma sarà con la messa in produzione della Zastava 600, un'auto identica alla Fiat 600, che la Zastava conoscerà il più grande sviluppo; la 600 venne sostituita nel 1962 dalla 750 e nel 1980 dalla 850 esteticamente sempre pressoché invariate ma dotate di motori dalla cilindrata maggiore. Il modello conobbe un successo enorme. La produzione della Z850 finirà con il bombardamento della fabbrica di Kragujevac nel 1999. Nello stesso periodo veniva venduta anche la Zastava 1300, identica alla Fiat 1300.

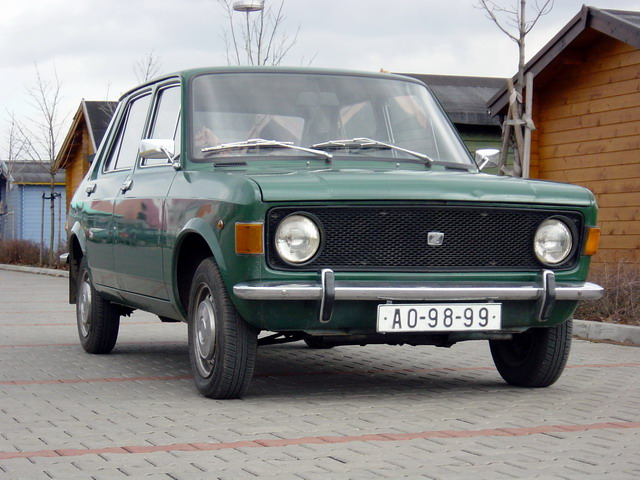
Zastava 101

Agli inizi degli anni settanta un'importante novità fu la Zastava 101, una 128 con il baule modificato; questa divenne l'auto più diffusa e più venduta nella Jugoslavia e venne esportata in Africa, in Asia, a Cipro, in Spagna, in Germania ed in Belgio con il nome di Zastava Skala. In catalogo vi era anche la Zastava 125 identica alla Fiat 125P disponibile in versione Kombi.
La Zastava commercializza il Zastava 600 Kombi, furgoncino derivato della 600 e il Zastava 900E derivato dal Fiat 900 Panorama.

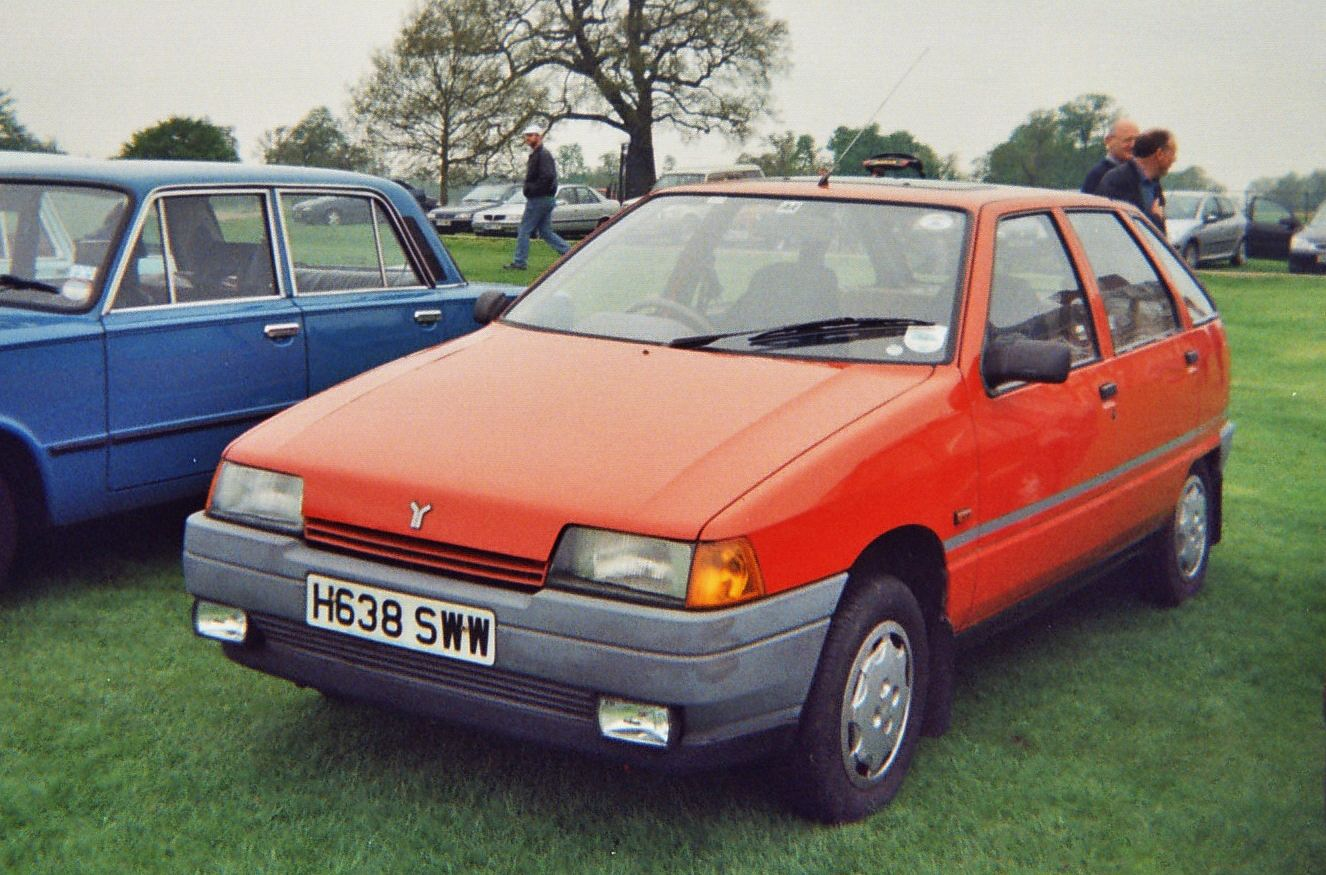
Una Florida

Nel 1981 compare un modello destinato a fare storia, la Zastava Yugo 45 in sostituzione della 750, che monterà i motori della Fiat 127, la prima a "sbarcare" negli Stati Uniti, lo stesso modello che verrà commercializzato in Italia nel 1991 con il nome Koral e con marchio Innocenti. Dall'ottobre 1981 l'azienda jugoslava iniziò inoltre la produzione su licenza della Fiat Argenta.
Nel 1993 la Zastava rinnova la 101 denominandola Skala 55 che viene affiancata dalla Zastava 128 anche in versione Pick-up.
Nel 1988 viene messa sul mercato la Zastava Florida, un modello con i motori e gli interni della 128 ma con una linea rivoluzionaria simile ad auto che entreranno in commercio diverso tempo dopo (Opel Astra, Citroën ZX, Fiat Palio) seppur dotate di meccanica di livello superiore.
Con il crollo della Jugoslavia l'industria viene semi-distrutta dai pesanti bombardamenti NATO del 1999 durante la Guerra del Kosovo.
Nel 2005 sono state acquisite, a seguito di un accordo con FIAT, le linee di produzione della Fiat Punto precedentemente usate nello stabilimento di Mirafiori ed è stata avviata la produzione in loco su licenza col nome di Zastava 10. La produzione non è partita immediatamente dopo l'accordo sicché per ovviare al ritardo le prime Zastava 10 sono state prodotte a Mirafiori.

## Fine della produzione di automobili

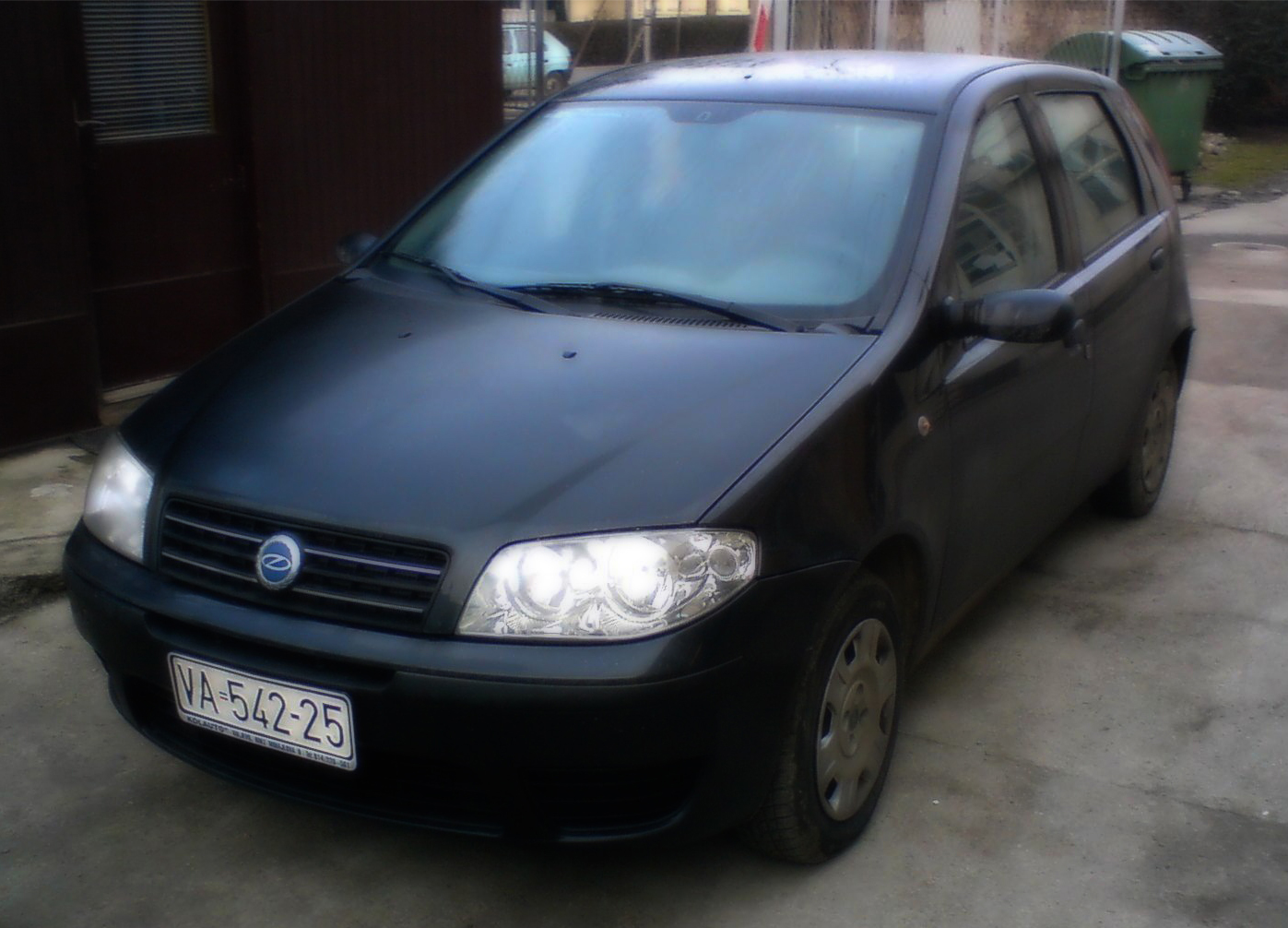
una Zastava 10.

Il 30 aprile 2008 è stata diffusa la notizia della firma di un protocollo d'intesa tra lo Stato serbo (azionista di maggioranza della Zastava) e Fiat Group Automobiles, che ha portato alla creazione di una joint-venture tra le due parti (di cui il 70% a Fiat e la restante quota allo Stato serbo) per investire nello stabilimento di Kragujevac circa 700 milioni di euro (a cui si aggiungeranno 200 milioni di investimenti statali tramite agevolazioni fiscali). La tappa successiva dell'accordo è stata la creazione di una società mista italo-serba, avvenuta il 29 settembre 2008. L'accordo è stato l'ultimo capitolo della storia del marchio Zastava, che ha cessato di esistere il 21 novembre 2008. Tutti gli impianti Zastava, compreso lo stabilimento di Kragujevac, sono diventati di proprietà di Fiat Group Automobiles (dal 2014 Fiat Chrysler Automobiles) a nome FCA Srbija ed utilizzati per la costruzione delle vetture del gruppo italiano. Termina così la produzione di vetture da parte dell'azienda che ora si concentra solamente nella produzione di armi, ciò nonostante non è ancora ufficiale il futuro del marchio che contraddistingue le vetture Fiat vendute sul territorio serbo e prodotte a Kragujevac, ovvero le Zastava 10. Attualmente a Kragujevac viene prodotta la Fiat Grande Panda.